# Morten Pape
Morten Pape (født 24. oktober 1986) er en dansk roman- og manuskriptforfatter. I 2015 udgav han den selvbiografiske debutroman Planen om sin opvækst i Urbanplanen, som bl.a. er blevet sammenlignet med Jakob Ejersbos socialrealistiske roman Nordkraft (2002). Han er uddannet fra filmuddannelsen Super16 som manuskriptforfatter. Pape står som manuskriptforfatter for flere kortfilm, heriblandt Adils krig. Litteraten Lars Handesten har på litteratursociologisk vis undersøgt Planens vej gennem og rundt i litterære felt i Danmark.

## Produktion
- Månebarn. Roman, 2025.
- Nøglebarn. Roman, 2024.
- I ruiner. Roman, 2021.[6]
- Guds bedste børn. Roman, 2018.
- Planen. Roman, 2015.
- Adils krig. Kortfilmsmanuskript, 2014.